# Почтовые марки России (2002)

Почтовые марки России (2002) — каталог знаков почтовой оплаты (марок, блоков, листов), введённых в обращение «Почтой России» в 2002 году.
Всего в этом году было выпущено 99 почтовых марок, 9 почтовых блоков и 22 малых листа.

## Список коммеморативных марок
Порядок следования элементов в таблице соответствует номеру по каталогу марок России на официальном сайте издатцентра «Марка», в скобках приведены номера по каталогу «Михель».
| № | Изображение | Описание | Номинал                       | Дата        | Тираж                  | Художник                            | П      |
| --- | ----------- | --- | ----------------------------- | ----------- | ---------------------- | ----------------------------------- | ------ |
| № 719 (Mi #952) № 720 (Mi #951) № 721 (Mi #953) № 722 (Mi #954) № 723 (Mi #955) |             | Россия. Регионы: - Республика Алтай. Река Шавла, гора Красавица, навершие женской заколки для волос IV века до н.э. в форме оленя. - Амурская область. Плотина Зейской ГЭС и цветки лотоса, распространенного на Дальнем Востоке, на фоне реки Амура — бронзовая статуя (1891) Н. Н. Муравьева-Амурского, генерал-губернатора Восточной Сибири (1847—1861). - Карачаево-Черкесская Республика. Скульптура «Горянка» в г. Карачаевске на фоне горного пейзажа и турбаза «Солнечная долина» на Домбае. - Сахалинская область. Скалы «Три брата», лежбище морских котиков, схематическое изображение Сахалинской области. - Республика Хакасия. Территория Государственного заповедника Хакасии, озеро Шунет, народный хакасский орнамент и «Эпический герой» из хакасских сказаний. | 3.00 руб.                     | 2 января    | 250 000                | Бейлин В.                           | [ 3 ]  |
| № 724 (Mi #956) № 725 (Mi #957) № 726 (Mi #958) |             | XIX Зимние Олимпийские игры. Солт-Лейк-Сити: - Горнолыжный спорт. - Фигурное катание. - Прыжки с трамплина. | 3.00 4.00 5.00 руб.           | 24 января   | 250 000                | Бельтюков В.                        | [ 4 ]  |
| № 727 (Mi #959) |             | Мир против терроризма. Земной шар в голубом пространстве, радуга и белый голубь, символизирующие силы мира, силы зла воплощены в черном цвете. | 5 руб.                        | 30 января   | 300 000                | Тыртычный И.                        | [ 5 ]  |
| № 728 (Mi #960) (Mi #960BL42) |             | 100 лет Транссибирской магистрали. Тоннель, проложенный в Яблоневом хребте (Забайкалье), с выходящим из него паровозом. | 12 руб.                       | 30 января   | 200 000                | Жаров А.                            | [ 6 ]  |
| № 729 (Mi #962) (Mi #962KB) № 730 (Mi #961) (Mi #961KB) № 731 (Mi #964) (Mi #964KB) № 732 (Mi #963) (Mi #963KB) № 733 (Mi #965) (Mi #965BL43)                                                         |             | 150 лет Новому Эрмитажу: - Хендрик Гольциус. «Куртизанка» (1606 г.). - Питер Пауль Рубенс. «Се человек» (1612 г.). - Камея Гонзага (Александрия, III в. до н.э.). - Мастер Филиппо Негроли. Шлем-бургиньот (Италия, 1530-е гг.). - Луиджи Премацци. «Новый Эрмитаж в Санкт-Петербурге» (1861 г.). Интерьер зала Малый Итальянский Просвет (1840-е гг.). | 2.50 5.00 15.00 руб.          | 15 февраля  | 400 000 150 000        | Плетнев А.                          | [ 7 ]  |
| № 734 (Mi #966) № 735 (Mi #967) № 736 (Mi #968) № 737 (Mi #969) № 738 (Mi #970) № 734—738 (Mi #966—970) (Mi #966—970BL44)                                                                             |             | Лилии: - Лилия Cinnabar. Текст — «Поздравляем!». - Лилия «царственная». Текст — «Любви и радости!». - Лилия Thunderbolt. Текст — «С днем рождения!». - Лилия «позолоченная». Текст — «От всего сердца!». - Лилия Stargazer. Текст — «Желаем счастья!». | 2.50 руб.                     | 20 февраля  | 450 000 150 000 70 000 | Козлов И.                           | [ 8 ]  |
| № 739 (Mi #971) № 740 (Mi #972) № 741 (Mi #973) № 742 (Mi #974) № 743 (Mi #975) № 739—743 (Mi #971—975) (Mi #971—975KB)                                                                               |             | Собаки: - Кане-корсо. - Шарпей. - Бульмастиф. - Фила бразильеро. - Неаполитанский мастиф. | 1.00 2.00 3.00 4.00 5.00 руб. | 15 марта    | 350 000 80 000         | Жиличкин П.                         | [ 9 ]  |
| № 744 (Mi #976) (Mi #976KB) № 745 (Mi #977) (Mi #977KB) № 746 (Mi #979) (Mi #979KB) № 747 (Mi #980) (Mi #980KB) № 748 (Mi #978) (Mi #978KB)                                                           |             | 300 лет Санкт-Петербургу: - Казанский собор и памятник генерал фельдмаршалу Барклаю-де-Толли. - Исаакиевский собор и парная скульптура атлантов портика Нового Эрмитажа. - Петропавловский собор и фигура летящего ангела на шпиле собора. - Здание Главного адмиралтейства и позолоченный кораблик его шпиля, ставший символом Санкт-Петербурга. - Вид набережной канала Грибоедова с храмом Воскресения Христова и грифон Банковского моста. | 5.00 25.00 руб.               | 25 апреля   | 150 000                | Жаров А.                            | [ 10 ] |
| № 749 (Mi #981) № 750 (Mi #982) № 751 (Mi #983) № 752 (Mi #984) № 753 (Mi #985) № 754 (Mi #986) № 749—754 (Mi #981—986BL45)                                                                           |             | 80-летие образования контрразведывательных подразделений. Выдающиеся контрразведчики 1922—1937 гг.: - А. Х. Артузов (1891—1937). - Н. И. Демиденко (1896—1934). - Я. К. Ольский (1898—1937). - С. В. Пузицкий (1895—1937). - В. А. Стырне (1897—1937). - Г. С. Сыроежкин (1900—1937). | 2.00 руб.                     | 30 апреля   | 150 000                | Илюхин Б.                           | [ 11 ] |
| № 755 (Mi #987) (Mi #987KB) |             | Цирк. Выпуск по программе «Европа». Цирковые аттракционы: жонглирование, дрессировка, воздушная акробатика, клоунада. | 8.00 руб.                     | 9 мая       | 70 000                 | Бельтюков В.                        | [ 12 ] |
| № 756 (Mi #988) (Mi #988KB) |             | 200 лет со дня рождения Павла Степановича Нахимова (1853-1856). Портрет на фоне фрагментов барельефов на постаменте памятника П. С. Нахимову в Севастополе (1959 г.). | 2.00 руб.                     | 24 мая      | 250 000 70 000         | Илюхин Б.                           | [ 13 ] |
| № 757 (Mi #989) (Mi #989KB) |             | V Конгресс Европейской организации высших органов финансового контроля (ЕВРОСАИ). Эмблема конгресса, год и место его проведения. | 2.00 руб.                     | 24 мая      | 300 000                | Гаврилов А. Маланичев Р.            | [ 14 ] |
| № 758 (Mi #990) № 759 (Mi #991) № 760 (Mi #992) № 761 (Mi #993) № 758—761 (Mi #990—993) |             | Всемирное природное наследие России. Вулканы Камчатки: - Ландшафт Долины Гейзеров с видом живописной стенки «Витраж». - Грязевой котел в кальдере вулкана Узон. - Активно действующий вулкан Карымский. - Кислотное кратерное озеро Троицкого вулкана Малый Семячик. | 1.00 2.00 3.00 5.00 руб.      | 20 июня     | 300 000                | Умуркулов A.                        | [ 15 ] |
| № 762 (Mi #994) № 763 (Mi #995) № 764 (Mi #996) № 765 (Mi #997) № 766 (Mi #998) № 762—766 (Mi #994—998) № 767, 769, 768 (Mi #999, 1001, 1000BL46)                                                     |             | Старинные экипажи: - Колымага боярина Никиты Ивановича Романова. Россия. 1640-е гг. - Императорский зимний возок Елизаветы Петровны и Анны Иоанновны. Москва. 1732 г. - Карета типа «Coupe» — подарок Фридриха II императрице Елизавете Петровне. Берлин. 1746 г. - Коляска, изготовленная по заказу графа Григория Григорьевича Орлова в подарок Екатерине II. Англия. 1770-е гг. - Карета типа «Berline» для торжественных выездов Екатерины II. Петербург. 1769 г. | 2.50 5.00 руб.                | 25 июля     | 350 000                | Зайцев Л.                           | [ 16 ] |
| № 770 (Mi #1002) № 771 (Mi #1003) № 772 (Mi #1004) № 773 (Mi #1005) № 774 (Mi #1006) № 770—774 (Mi #1002—1006)                                                                                        |             | Вертолёты Камова: - Ка-10 — первый вертолёт ОКБ Н. И. Камова. - Вертолёт Ка-22. Винтокрыл. - Вертолёт Ка-26. - Вертолёт Ка-27. - Вертолёт Ка-50. | 1.00 1.50 2.00 2.50 5.00 руб. | 8 августа   | 300 000                | Федулов А.                          | [ 17 ] |
| № 775 (Mi #1007) |             | 65 лет со дня рождения Анатолия Александровича Собчака (1937—2000), мэра Санкт-Петербурга (1991—1996). | 3.25 руб.                     | 10 августа  | 250 000                | Московец А.                         | [ 18 ] |
| № 776 (Mi #1008) № 777 (Mi #1009) № 776—777 (Mi #1008—1009KB) |             | Редкие птицы. Совместный выпуск Россия — Казахстан: - Красавка (Anthropoides virgo). - Черноголовый хохотун (Larusichthyaetus Pallas). | 2.50 руб.                     | 29 августа  | 360 000                | Жиличкин П.                         | [ 19 ] |
| № 778 (Mi #1016) |             | 850 лет Костроме. Здания торговых рядов и пожарной каланчи, Ипатьевский монастырь, герб города Костромы. | 2.00 руб.                     | 2 сентября  | 250 000                | Плетнев А.                          | [ 20 ] |
| № 779 (Mi #1010) № 780 (Mi #1011) № 781 (Mi #1012) № 782 (Mi #1013) № 783 (Mi #1014) № 784 (Mi #1015)                                                                                                 |             | К 200-летию образования Министерств Российской Федерации: - Министерство внутренних дел Российской Федерации. - Министерство иностранных дел Российской Федерации. - Министерство обороны Российской Федерации. - Министерство образования Российской Федерации. - Министерство финансов Российской Федерации. - Министерство юстиции Российской Федерации. | 3.00 руб.                     | 2 сентября  | 250 000                | Керносов А.                         | [ 21 ] |
| № 785 (Mi #1017) |             | 1140 лет Российской государственности. Памятник «Тысячелетию России» (1862 г.) в Великом Новгороде. Текст — «1140 лет Российской государственности» и «Въ лѣто 6370 и прия власть Рюрикъ». | 3.00 руб.                     | 17 сентября | 250 000                | Бетрединова Х.                      | [ 22 ] |
| № 786 (Mi #1018) (Mi #1018F) № 787 (Mi #1019) (Mi #1019Zf) (Mi #1019KB) |             | Всероссийская перепись населения-2002: - Эмблема Всероссийской переписи населения 2002 года в окружении людей. Текст «Всероссийская перепись населения. С 9 по 16 октября 2002 года» и девиз переписи «Впиши себя в историю России!». - Эмблема Всероссийской переписи населения 2002 года на белом фоне. Государственный флаг Российской Федерации, текст «Всероссийская перепись населения. С 9 по 16 октября 2002 года» и девиз переписи «Впиши себя в историю России!». | 3.00 4.00 руб.                | 17 сентября | 16 000 000 500 000     | Бжеленко А. Московец А. Самохина Т. | [ 23 ] |
| № 788 (Mi #1020) № 789 (Mi #1021) № 790 (Mi #1022) № 788—790 (Mi #1020—1022BL47) |             | Из истории таможенной службы России: - Таможенный замок и биржа в Архангельске. - Таможенные объездчики в Санкт-Петербурге. - Московская складочная таможня. Каланчевская площадь в Москве, середина XIX века. | 2.00 3.00 5.00 руб.           | 25 сентября | 200 000                | Арцименев Ю.                        | [ 24 ] |
| № 791 (Mi #1023BL48) |             | 60-летие Сталинградской битвы. Скульптура «Родина-мать» (1967), залп катюш на фоне карты-схемы Сталинградской наступательной операции с 19.11.1942 по 02.02.1943 года, поднятие флага Победы над городом, барельеф «Дома Павлова», медаль «За оборону Сталинграда». | 10.00 руб.                    | 4 октября   | 150 000                | Московец А.                         | [ 25 ] |
| № 792 (Mi #1024) № 793 (Mi #1025) № 794 (Mi #1026) № 795 (Mi #1027) № 796 (Mi #1028) № 797 (Mi #1029) № 798 (Mi #1030) № 799 (Mi #1031) № 800 (Mi #1032) № 801 (Mi #1033) № 792—801 (Mi #1024—1033KB) |             | Глаза человека: - Интерес-волнение. - Радость. - Удивление. - Горе-страдание. - Гнев. - Отвращение. - Стыд. - Презрение. - Вина. - Страх. | 1.50 руб.                     | 17 октября  | 150 000                | Арцименев Ю.                        | [ 26 ] |
| № 802 (Mi #1034) № 803 (Mi #1035) № 804 (Mi #1036) № 805 (Mi #1037) № 806 (Mi #1038) (Mi #1038BL49)                                                                                                   |             | История Российского государства. Александр I (1777—1825): - Александр I на фоне Невы и Петропавловской крепости (литография К. Кольмана с оригинала А. Орловского. Частное собрание). - Александр I и М. М. Сперанский. Общий план государственных преобразований «Введение к Уложению государственных законов». - Александр I и Н. М. Карамзин — первый российский историограф, автор «Истории государства Российского», на фоне Царскосельского лицея — символа реформ в области образования. - Въезд русских войск в Париж в 1814 году. - Портрет Александра I (репродукция картины Ф. Жерара), Александрийский столп и арка Дворцовой площади. | 4.00 7.00 10.00 руб.          | 11 ноября   | 250 000 150 000        | Зайцев Л.                           | [ 27 ] |
| № 807 (Mi #1039) (Mi #1039KB) № 808 (Mi #1040) (Mi #1040KB) № 809 (Mi #1041) (Mi #1041KB) № 810 (Mi #1042) (Mi #1042KB) № 811 (Mi #1043) (Mi #1043KB) № 807—811 (Mi #1039—1043BL50)                   |             | Монастыри Русской православной церкви: - Свято-Данилов монастырь. Вид монастыря и его основатель — Даниил Московский. - Свято-Троице-Сергиева Лавра. Вид монастыря и его основатель — Сергий Радонежский. - Спасо-Преображенский Валаамский монастырь. Вид монастыря и его основатели — преподобные Герман и Сергий Валаамские. - Саввино-Сторожевский Звенигородский монастырь. Вид монастыря и его основатель — Савва Сторожевский. - Свято-Успенский Псково-Печерский монастырь. Вид монастыря и один из первых его игуменов — преподобномученик Корнилий Псково-Печерский. | 5.00 руб.                     | 26 ноября   | 180 000 80 000         | Зайцев Л.                           | [ 28 ] |
| № 812 (Mi #1044) (Mi #1044KB) |             | С Новым годом! Снеговик, спешащий на лыжах на праздник. | 3.50 руб.                     | 2 декабря   | 300 000 80 000         | Бжеленко А.                         | [ 29 ] |

## Четвёртый выпуск стандартных марок
Порядок следования элементов в таблице соответствует номеру по каталогу марок России на официальном сайте издатцентра «Марка», в скобках приведены номера по каталогу «Михель».
| №                                                                                         | Изображение | Описание | Номинал                       | Дата       | Тираж     | Художник | П      |
| ----------------------------------------------------------------------------------------- | ----------- | --- | ----------------------------- | ---------- | --------- | -------- | ------ |
| № 813 (Mi #1045I) № 814 (Mi #1046I) № 815 (Mi #1047I) № 816 (Mi #1048I) № 817 (Mi #1049I) |             | Четвертый выпуск стандартных почтовых марок Российской Федерации: - Архангельское. Дворец в музее-усадьбе Архангельское и скульптура «Артемида с ланью». - Ораниенбаум. Китайский дворец в музее-заповеднике Ораниенбаум и скульптура «Омфала». - Марфино. Усадебный дом дворцово-паркового ансамбля Марфино и скульптура «Грифон». - Павловск. Большой дворец в парке музея-заповедника Павловска и скульптура «Эрминия». - Кусково. Дворец в усадьбе Кусково и скульптурная аллегория реки Скамандр в Трое. | 2.00 2.50 3.00 4.00 5.00 руб. | 16 декабря | 1 500 000 | Комса Р. | [ 30 ] |

## Комментарии
1. ↑  Ниже приведён перечень коммеморативных марок (с возможностью сортировки по номиналу, тиражу и дате введения в обращение).
2. ↑  Ниже приведён перечень стандартных марок (с возможностью сортировки по номиналу, тиражу и дате введения в обращение).